# Eudokia Baiana
Eudokia Baïana, född okänt år, död 12 april 901, var en bysantinsk kejsarinna, gift med kejsar Leo VI.
Eudokia Baiana kom från Anatolien. Leo VI gifte sig med henne för att få en son och tronarvinge, då han efter två äktenskap hade tre döttrar men ingen son. Ett tredje äktenskap var olagligt enligt bysantinsk lag och han tvingades därför utverka särskilt tillstånd. Eudokia Baiana avled i barnsäng då hon födde en son, som var antingen dödfödd eller dog snart efter dopet. 